# Івіца Грлич
Івіца Грлич (босн. Ivica Grlić, нар. 6 серпня 1975, Мюнхен, ФРН) — боснійський футболіст та функціонер, виступав на позиції півзахисника.

## Клубна кар'єра

### Виступи на молодіжному та аматорському рівнях (до 1997 року)
Івиця розпочав займатися футболом у пізньому дитячому віці у клубі «ДСК Мюнхен» з району Швабінг. Через рік потрапив до молодіжної команди мюнхенської «Баварії». Виступав на молодіжному рівні з 1983 по 1994 рік і паралельно з цим працював на злітно-посадковій смузі, але після закічення школи продовжив навчання в приватному навчальному закладі. Після виступів у «Баварії» підписав контракт з їх принциповим суперником та земляками, «Мюнхеном 1860», який згодом виступав у Бундеслізі. Однак він не отримав місця в першій команді, оскільки тренер Вернер Лорант не став робити ставку на нього, до того ж у той час він зазнав травми хрестоподібних зв'язок. Влітку 1997 року він покинув рідне місто Мюнхен і переїхав до клубу другого дивізіону «Фортуна» (Кельн).

### Перші професійні виступи в Кельні (1997−2001)
У складі «Фортуни» (Кельн) одразу ж став гравцем першої команди й дебютував у основному складі 22 серпня 1997 року в нічийному (1:1) поєдинку Другої Бундесліги проти «Гройтера». У наступному сезоні став гравцем основного складу й у своєму першому сезоні в команді допоміг їй посісти 6-те місце. Виступав на позиції півзахисника й був «штатним» виконавцем штрафних ударів, у перші роки свого перебування в «Фортуні» відзначився декількома голами саме зі штрафних ударів. Проте незважаючи на впевнену гру Івиці його команда виступала все гірше й гірше, а в 1999 році ледь не вилетіла до третього дивізіону. Наступного сезону зазнав пошкодження пахових кілець, тому значну його частину змушений був пропустити. По завершенні сезону, вперше за 26 років, його клуб вперше вилетів з Другої Бундесліги. Проте Івиця все ж пішов на підвищення й влітку 2000 року перейшов до приципового суперника «Фортуни» з їх міста, «Кельна». Сума відступних в цьому переході залишилася невідомою.
У 25-річному віці Івиця дебютував у складі «Кельна» в Бундеслізі в переможному (3:2) поєдинку проти «Штутгарта». У тому поєдинку відіграв обидва тайми, а наприкінці зустрічі був замінений. Проте в першій команді закріпитися не зміг і зіграв усього 2 поєдинки, а в 2001 році покинув розташування «Кельна».

### Фінал кубку в складі «Аахена» (2001—2004)
У сезоні 2001/02 років Івиця знайшов для себе нову команду, друголігову «Алеманія» (Аахен), а «Кельн» у свою чергу отримав матеріальну компенсацію у вигляді шестизначної суми. Напередодні цього переходу Грлич відхилив дуже вигідну в фінансовому плані пропозицію від «Рот Вайсу» (Аален). У команді, яка боролася за виживання, вже з наступного сезону він став гравцем основного складу й іноді виходив на поле на позиції таранного форварда. Проте в основному він використовувався на різних позиціях у півзахисті й здобув славу штатного виконавця штрафних ударів «Алеманії». У сезоні 2003/04 років команда боролася за право виходу до Бундесліги, але в підсумку їй трохи не пощастило й вона фінішувала зовсім близько до своєї мети. У той же час «Алеманія» звернула на себе увагу завдяки виступам у кубку Німеччини. У 1/2 фіналу Грлич відзначився єдиним та переможним голом (1:0) прямим ударом зі штрафного в поєдинку проти «Боруссії» (Менхенгладбах) чим допоміг своїй команді вийти до фіналу Кубку Німеччини 2004 року. Взяв участь Івиця й у фінальному поєдинку проти бременського «Вердера», але його команда поступилася з рахунком 2:3.

### Бундесліга та роль капітана в «Дуйсбурзі» (2004−2011)

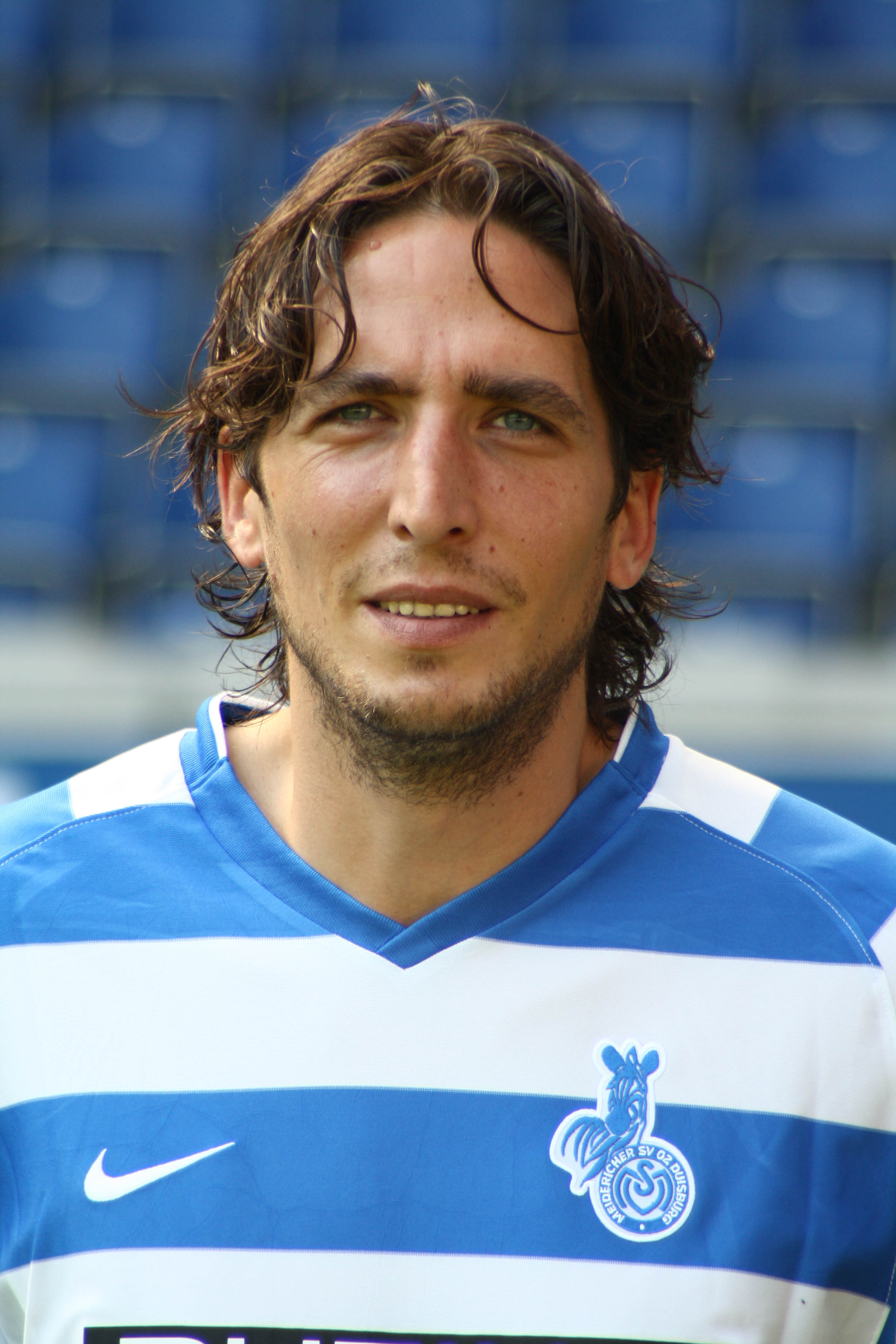
Грлич у 2011 році в якості гравця.

Влітку 2004 року Грлич перейшов до клубу Другої Бундесліги «Дуйсбург», який намагався його переманити до свого складу ще роком раніше. У «Дуйсбурзі» з самого початку був гравцем основного складу, а також отримав право регулярно виконувати штрафні удари і в 2005 році разом з командою здобув путівку до Бундесліги. Спочатку був регулярним гравцем основного складу, але після зимової перерви, коли гравець відновився від травми, втратив своє місце в складі. Тому дуже часто гравець навіть не потрапляв до заявки на матч. Проте Грлич вирішив почекати й залишитися в команді й допоміг своїми 7-ма голами «Дуйсбургу» в сезоні 2006/07 років знову повернутися до Бундесліги. Через декілька тижнів головний тренер команди Руді Боммер вирішив передати капітанську пов'язку іншому гравцеві, Івиці Грличу, який вже четвертий рік захищав кольори «Дуйсбурга». В результаті Івиця став одним з гравців команди які знову змушені були боротися за право збереження прописки в Бундеслізі, але це завдання йому й партнерам по команді виконати не вдалося й наприкінці 2008 року «Дуйсбург» понизився в класі.
Після 2008 року Грлич й надалі залишався в команді, але протягом наступних років «Дуйсбургу» не вдавалося повернутися до Бундесліги. У 2010 році 35-річний Івиця перейшов на тренерську роботу, але при цьому продовжував виходити на поле в складі команди як футболіст Він був відповідальним за організацію екскурсій, а також за підтримку зв'язку зі спонсорами клубу, хоча в тренувальному процесі його роль була мінімальною. Він пропустив частину сезону 2010/11 років через травму, а тому не зміг допомогти своєму клубі на шляху до фіналу Кубку Німеччини 2010/11. Став першим гравцем «Дуйсбурга», який двічі брав участь у фіналі кубку Німеччини (вперше до фіналу цього турніру Грлич вийшов ще за 7 років до цього, коли захищав кольори аахенської «Алеманії»). 21 травня 2011 року він вивів команду на поле з капітанською пов'язкою у фінальному поєдинку проти «Шальке 04», в якому «Дуйсбург» поступився з рахунком 0:5. Водночас це був його останній поєдинок, який він провів за «Дуйсбург». Він також був у заявці команди на сезон 2011/12 років, але по ходу першого кола оголосив про завершення активної кар'єри, яке було пов'язане з травмою. У Кубку Грлич зміг зіграти лише після тривалого й інтенсивного лікування. Протягом ігрової кар'єри в Бундеслізі зіграв 43 матчі та відзначився 6-ма голами, ще 300 матчів, в яких забив 44 м'ячі, провів у Другій Бундеслізі. У листопаді 2011 року на його честь на «Дуйсбург Штадіон» у присутності 9000 глядачів на його честь було проведено прощальний матч.

### Клубна статистика
| Сезон   | Клуб               | Країна    | Змагання         | Матчі | Голи |
| ------- | ------------------ | --------- | ---------------- | ----- | ---- |
| 1997/98 | «Фортуна» (Кельн)  | Німеччина | Друга Бундесліга | 28    | 4    |
| 1998/99 | «Фортуна» (Кельн)  | Німеччина | Друга Бундесліга | 32    | 2    |
| 1999/00 | «Фортуна» (Кельн)  | Німеччина | Друга Бундесліга | 24    | 3    |
| 2000/01 | «Кельн»            | Німеччина | Бундесліга       | 2     | 0    |
| 2001/02 | «Алеманія» (Аахен) | Німеччина | Друга Бундесліга | 25    | 2    |
| 2002/03 | «Алеманія» (Аахен) | Німеччина | Друга Бундесліга | 32    | 5    |
| 2003/04 | «Алеманія» (Аахен) | Німеччина | Друга Бундесліга | 32    | 7    |
| 2004/05 | «Дуйсбург»         | Німеччина | Друга Бундесліга | 31    | 3    |
| 2005/06 | «Дуйсбург»         | Німеччина | Бундесліга       | 13    | 1    |
| 2006/07 | «Дуйсбург»         | Німеччина | Друга Бундесліга | 24    | 7    |
| 2007/08 | «Дуйсбург»         | Німеччина | Бундесліга       | 28    | 5    |
| 2008/09 | «Дуйсбург»         | Німеччина | Друга Бундесліга | 25    | 3    |
| 2009/10 | «Дуйсбург»         | Німеччина | Друга Бундесліга |       |      |

## Кар'єра в збірній
У футболці національної збірної Боснії і Герцеговини зіграв 16 матчів та відзначився 2-ма голами. У перші роки своєї ігрової кар'єри до лав збірної не викликався, а дебютував у її складі у віці 28-ми років. 28 квітня 2004 року дебютував у складі національної збірної в переможному (1:0) товариському поєдинку проти Фінляндії. 18 серпня 2004 року відзначився дебютним голом у складі збірної в нічийному (1:1) поєдинку проти збірної Франції. Згодом він почав регулярно викликатися до збірної й був гравцем тієї команди, яка провалила кваліфікацію Чемпіонату світу 2006 року. Після провальної кваліфікації зіграв ще 3 поєдинки, востаннє в футболці збірної Боснії і Герцеговини зіграв 11 жовтня 2006 року в програному (0:4) поєдинку проти Греції.

## Спортдиректор «Дуйсбурга» (з 2011 року)
Майже одразу по завершенні ігрової кар'єри, в жовтні 2011 року, зайняв посаду спортивного директора в своєму колишньому клубі, «Дуйсбургу»; раніше будучи ще менеджером команди, він мав певний досвід та обов'язки по управлінні клубу, тепер же на посаді спортивного директора його помічником став Бруно Гюбнер. У серпні 2012 року, після звільнення Олівера Река, він перейшов у крісло тренера, а Бернард Діц став його помічником. Через декілька днів він став помічником головного тренера Кости Руняїца. Під його керівництвом команда почала демонстувати прекрасні спортивні результати, але наприкінці сезону 2012/13 років клуб не отримав ліцензію на участь наступного року в Другій Бундеслізі. Поки Руняїц і більшість професіоналів вирішили попрощатися з клубом, Грлич після отримання тренерської ліцензії вирішив залишитися в команді. З іншого боку, він пояснив своє рішення такими словами: «У свою прощальну гру, я прощався з піснею "Іво, ти дуйсбуржець" - сьогодні я хочу довести, що це не є порожніми словами».
Через тривалі суперечки з керівництвом ліги, влітку 2013 року йому довелося займатися різноманітними питаннями, тому він мав лише одинадцять днів, щоб зібрати команду. Незважаючи на складну ситуацію, команда змогла зберегти свою позицію і закріпитися у верхній частині середини турнірної таблиці. У 2014 році Івіцу Грлича на посаді головного тренера змінив Джино Літтьєрі, під керівництвом якого команді за підсумками сезону 2014/15 років клуб отримав право повернутися до другої Бундесліги. Під час наступного літнього трансферного вікна Івиця отримав довгострокову контрактну пропозицію й погодився з нею, підписавши контракт з командою до 2020 року.

## Досягнення
- Кубок Німеччини
  -  Фіналіст (2): 2003/04, 2010/11
- Вихід до Бундесліги (2): 2005, 2007